# Dionisio I di Costantinopoli
Dionisio I (in greco Διονύσιος Α΄?; Dimitsana, ... – Drama, 1492) è stato un arcivescovo ortodosso greco, Patriarca ecumenico di Costantinopoli per due volte nella seconda metà del XV secolo: dal 1466 al 1471 e dal 1488 al 1490. La Chiesa ortodossa lo venera come santo e lo ricorda il 23 novembre.

## Biografia
Dionisio nacque a Dimitsana, nel Peloponneso. Divenne monaco ed entrò in un monastero di Costantinopoli dove fu allievo di Marco, arcivescovo di Efeso, che lo consacrò sacerdote. Durante la caduta di Costantinopoli nel 1453 fu reso schiavo dagli ottomani, ma venne acquistato e liberato qualche tempo dopo ad Adrianopoli da un arconte noto come Kyritzes (probabilmente Demetrio Apokaukos, uno dei due segretari greci del sultano Maometto II). 
Dopo la sua liberazione, Dionisio venne notato da Maria Branković, figlia del despota serbo Đurađ Branković e una delle mogli del sultano Murad II, padre di Maometto II. Sebbene Maria rimase una cristiana per tutta la vita, fu piuttosto influente con Maometto II. Supportato da Mara, Dionisio fu nominato metropolita di Filippopoli dal patriarca Gennadio II. 
In questi anni il trono patriarcale era conteso da due fazioni, una guidata dagli arconti laici Giorgio Galesiota, cartofilace, e Manuele, futuro patriarca Massimo III, l'altra composta dai nobili dell'ex impero di Trebisonda, costretti a trasferirsi a Costantinopoli dopo la caduta di Trebisonda da parte degli ottomani nel 1461. Il primo gruppo sosteneva Marco II al trono patriarcale, il secondo invece Simeone I. 
Nel 1466 Simeone riuscì ad ottenere il trono dopo aver dato al governo ottomano 2000 pezzi d'oro. Il primo regno di Simeone durò pochi mesi, perché la sua azione simoniaca indignò Mara Branković che si recò a Costantinopoli per lamentarsi con il sultano Maometto II. A seguito delle lamentele della matrigna e dopo una donazione di 2000 pezzi d'oro, il sultano depose Simeone e nominò come patriarca il candidato di Mara, cioè Dionisio. Questa successione dei patriarchi è proposta da studiosi come Kiminas, Runciman, Grumel e il vescovo Germano di Sardi, mentre Laurent e Podskalsky suggeriscono che fu Marco e non Simeone a comprare la carica religiosa la prima volta, ponendo il regno di Marco dopo quello di Simeone. Vi è tuttavia pieno consenso sul fatto che Dionisio, che non era coinvolto in nessuna delle due fazioni, divenne patriarca soltanto per via dell'intervento di Maria a suo favore. 
La nomina di Dionisio come patriarca risale probabilmente alla fine del 1466, perché il 15 gennaio 1467 egli firmò un atto con cui il Santo Sinodo spogliava di ogni dignità ecclesiastica Giorgio Galesiota e Manuele. Tuttavia i due nobili laici riacquistarono presto la loro influenza e si opposero fortemente a Dionisio, insieme anche ai sostenitori del deposto Simeone. 
Dionisio regnò con la protezione di Mara fino alla fine del 1471, quando i suoi oppositori lo accusarono di essersi convertito all'Islam per un breve periodo e di essere quindi circonciso. I suoi avversari convocarono un sinodo per giudicarlo. Nonostante Dionisio facesse vedere il proprio pene ai partecipanti, in modo che tutti i presenti potessero verificare che non fosse circonciso, fu comunque deposto e sostituito da Simeone I.. Laurent suggerisce un secondo breve patriarcato di Marco II prima di Simeone. 
Dopo la sua deposizione nel 1471, Dionisio si trasferì nel monastero di Eikosifinissa a Drama. Nel luglio 1488 fu rieletto patriarca per un secondo mandato sostenuto dall'opinione pubblica greca e regnò rimanendo nel monastero a Drama. Fu nuovamente deposto alla fine del 1490 perché i monaci atoniti erano infastiditi dal suo regno. Morì due anni dopo nel 1492.